# ITS launch vehicle

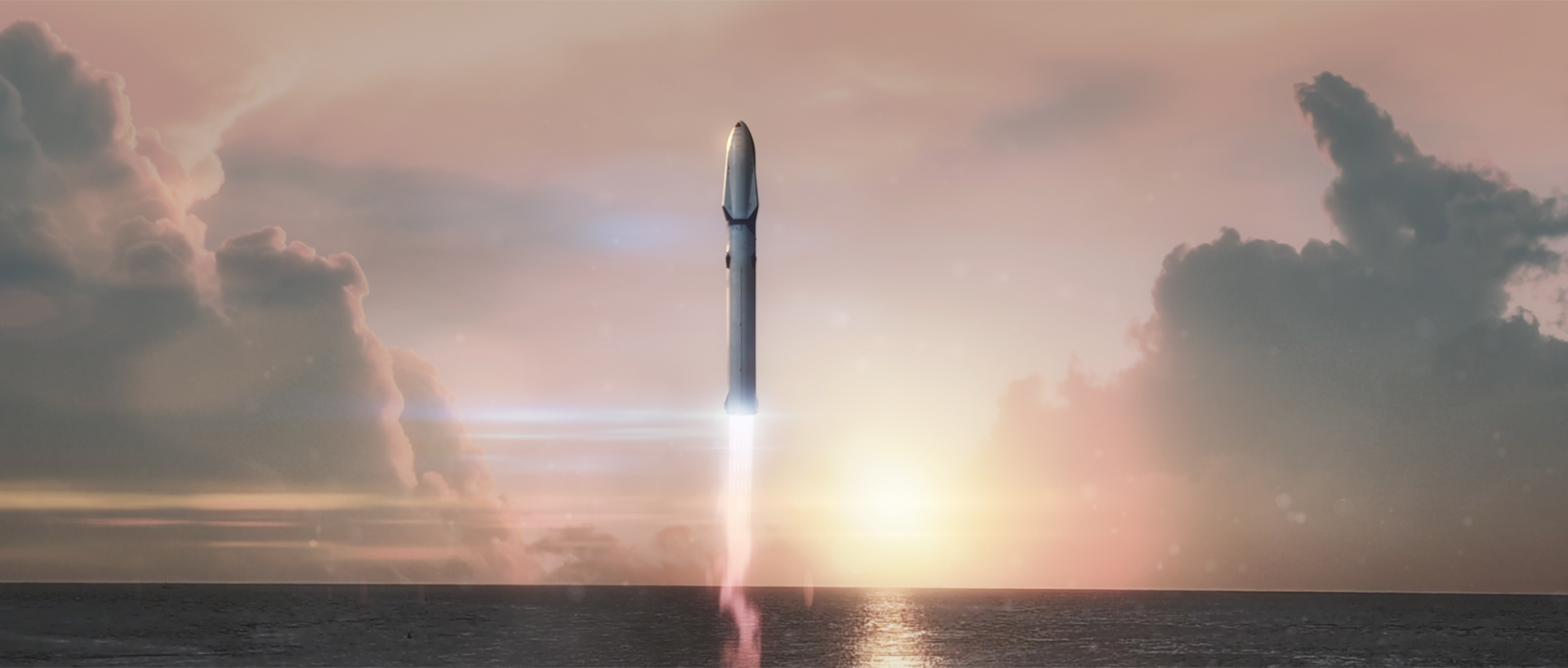
Ракета-носій ITS під час запуску

ITS launch vehicle (ракета-носій міжпланетної транспортної системи) — приватна орбітальна ракета-носій, яка розробляється компанією SpaceX. Створюється для запуску Міжпланетної транспортної системи, для здійснення місій до Марса й інших астрономічних об'єктів Сонячної системи поза орбітою Землі. Початок тестування очікувалося не раніше 2019 року. Конструкцію почали розробляти 2012 році. У 2017-му проєкт було скасовано на користь BFR.

## Опис
Двоступенева багаторазова ракета-носій.
Перший ступінь матиме 42 двигуни Raptor, які також розробляються і виготовляються компанією SpaceX. Так само як і перший ступінь ракети-носія Falcon 9, перший ступінь ITS launch vehicle проєктується як багаторазовий. Велика вантажопідйомність ракети-носія дозволяє зарахувати її до надважкого класу, зі здатністю виводити 300 метричних тонн на ННО у багаторазовій конфігурації і 500 метричних тонн у розширеній модифікації.
Другий ступінь міжпланетної транспортної системи матиме шість вакуумних двигунів Raptor з трьома двигунами для маневрування. Цей ступінь ракети-носія забезпечує прискорення до орбітальної швидкості під час всіх запусків з Землі і буде також використовуватися як перевізник вантажів і пасажирів для двох орбіт Землі і міжпланетних перельотів, а також для посадки і зльоту на Марсі.
Точні специфікації ракети-носія були опубліковані у вересні 2016-го, також обмежена інформація була надана на початку 2012 року.

## Історія
Транспортний засіб MCT був згаданий Ілоном Маском на публічних обговореннях у 2012 році як частина проєкту SpaceX з польоту на Марс, тоді була відома назва — Mars Colonial Transporter (MCT). Назва MCT стосувалась приватного проєкту з проєктування і будування космічної системи, багаторазових ракетних двигунів, ракет-носіїв і космічних капсул для доставки людини на Марс і повернення їх на Землю.
На початку 2007 року Маск встановив особисту мету — зробити можливим дослідження Марса безпосередньо людиною і створення постійної колонії на ньому. Додаткова інформація щодо місії з'явилась у 2011—2015 роках, у 2014  році було оголошено, що колоністи прибудуть на Марс не раніше середини 2020-х, і компанія SpaceX почала розробку великого ракетного двигуна Raptor для Mars Colonial Transporter ще до 2014 року.
Маск оголосив у 2011 році в інтерв'ю, що він сподівається відправити людину на марсіанську поверхню впродовж 10—20 років, наприкінці 2012 він припускав прибуття колоністів не раніше середини 2020-х.
У жовтні 2012 Маск вперше оголосив цілісний план з будівництва другої багаторазової ракетної системи з характеристиками, які перевищують характеристики ракет-носіїв Falcon 9/Falcon Heavy, на які SpaceX витратила кілька мільярдів доларів. Нова ракета-носій буде «еволюцією ракети Falcon 9… значно більшою, ніж Falcon 9». Проте Маск зазначив, що компанія не надасть інформації щодо неї до 2013 року. У червні 2013 року Маск зазначив, що він не оголошуватиме ніякої первинної інформації до регулярних запусків Mars Colonial Transporter.
У лютому 2014 було оголошено, що міжпланетний корабель, названий Mars Colonial Transporter здатен нести до 100 тонн навантеження (пасажирів і вантаж). Згідно керівника з розробки двигунів SpaceX, Тома Міллера, концепт дозволяє використовувати 9 двигунів Raptor у одній ракеті, так само як і у першого ступеня Falcon 9, «для доставки 100 тонн вантажу на Марс». Повідомлялось, що діаметр ракети-носія, який буде використовуватись разом з MCT, становитиме не менше 10 метрів, це утричі більше, ніж у Falcon 9.

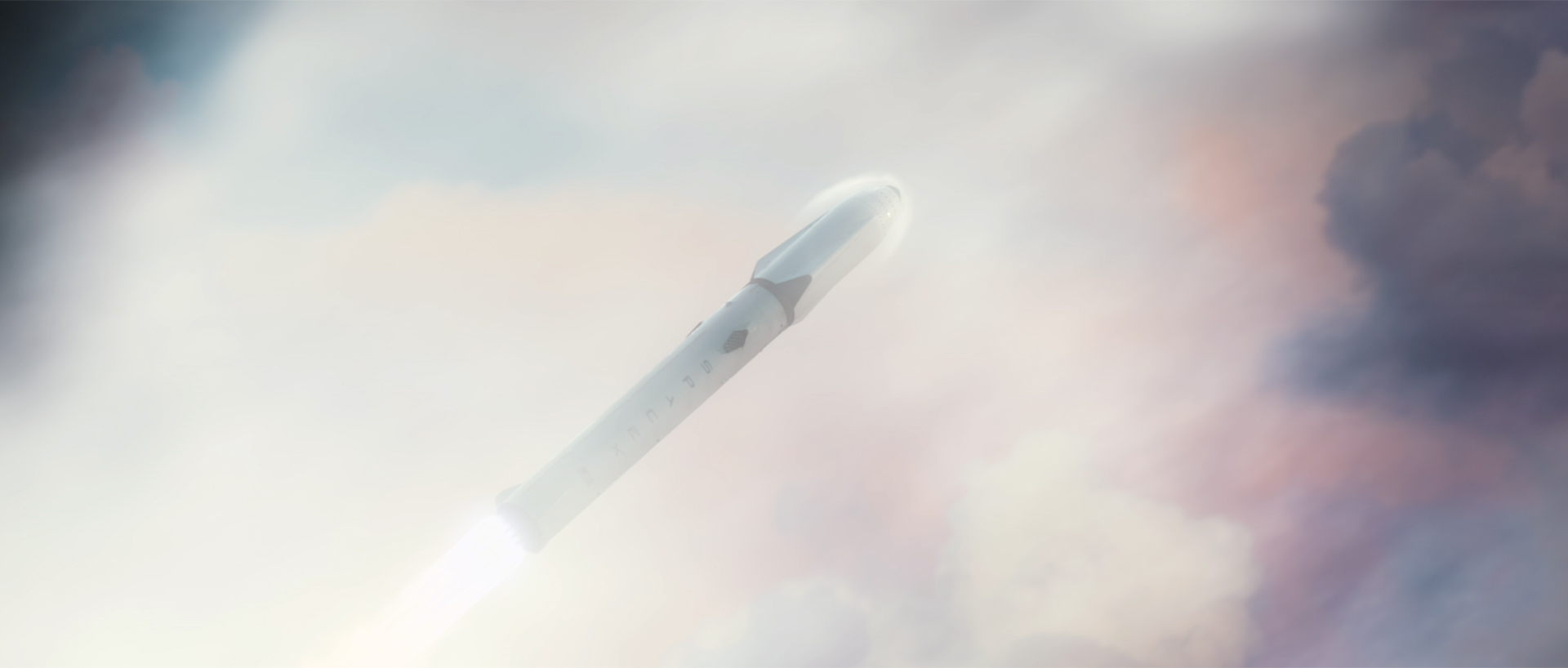
Ракета-носій міжпланетної транспортної системи після запуску в уяві художника.

У серпні 2014 мас-медіа повідомили, що перший випробувальний політ ракети-носія з двигунами Raptor може відбутись 2020, щоб повністю протестувати двигуни в умовах орбітального космічного польоту. Однак, будь-які спроби колонізації були відкладені на далеке майбутнє.
До цього часу ракета-носій була відома формально як BFR («англ. Big Falcon Rocket», велика ракета Фалькон), названа Ілоном Маском з посиланням на BFG9000 з відеогри Doom 1993-го. SpaceX повідомила у 2014 році, що у сімействі надважких ракет-носіїв може бути більше ніж одна ракета.
У січні 2015 Маск вказував, що він сподівається оприлюднити деталі «абсолютно нової архітектури» для марсіанської транспортної системи наприкінці 2015, проте ці плани були змінені по закінченні року, план оприлюднення цієї інформації був зсунутий на 2016 рік. Маск заявив у червні 2016 року, що перший непілотований політ MCT планується здійснити у 2022 році, а перший пілотований — у 2024-му. Плани компанії на середину 2016 року — прибуття перших космонавтів на Марс не раніше 2025. В середині вересня 2016 Маск зазначив, що назва Mars Colonial Transporter'а буде змінена у зв'язку зі здатністю системи здійснювати польоти за межі орбіти Марса. Нова назва системи — Interplanetary Transport System (ITS, міжпланетна транспортна система).
Маск розкрив деталі космічної місії на 67-му Міжнародному конгресі з астронавтики 27 вересня 2016 року. Перший ступінь багаторазовий і буде приземлятись вертикально, так само як і у ракети-носія Falcon 9.

## Технічні характеристики
Ракета-носій складається з двох ступенів. Перший ступінь — це завжди Міжпланетний прискорювач, другий ступінь може бути або Міжпланетний космічний корабель (для польотів за межі орбіти Землі) або Заправник міжпланетної транспортної системи (для передачі палива на орбіті).
Обидва ступеня ракети-носія матимуть двигуни Raptor — це двокомпонентні рідинні ракетні двигуни, що використовують замкнутий цикл, рідкий метан і рідкий кисень як окислювач Рідкий метан і рідкий кисень перебуватимуть повністю в газоподібному стані до їх змішування у камері згоряння. Обидва ступеня використовуватимуть систему підвищеного тиску у баках, як на Falcon 9, для цього так само буде використаний гелій.
Загальна висота ракети-носія — першого ступеня й інтегрованого другого ступеня/космічного корабля, становитиме 122 м. Обидва ступеня міжпланетної транспортної системи будуть виготовлені з легкого, але міцного вуглецевого волокна, з нього ж будуть виконані і кріогенні баки для палива. Загальна маса — 10 500 тонн, тяга під час запуску — 128 МН. Ракета-носій матиме здатність нести корисне навантаження на ННО — 550 тонн у розширеному варіанті і 300 тонн у багаторазовому варіанті.

### Міжпланетна ракета-носій

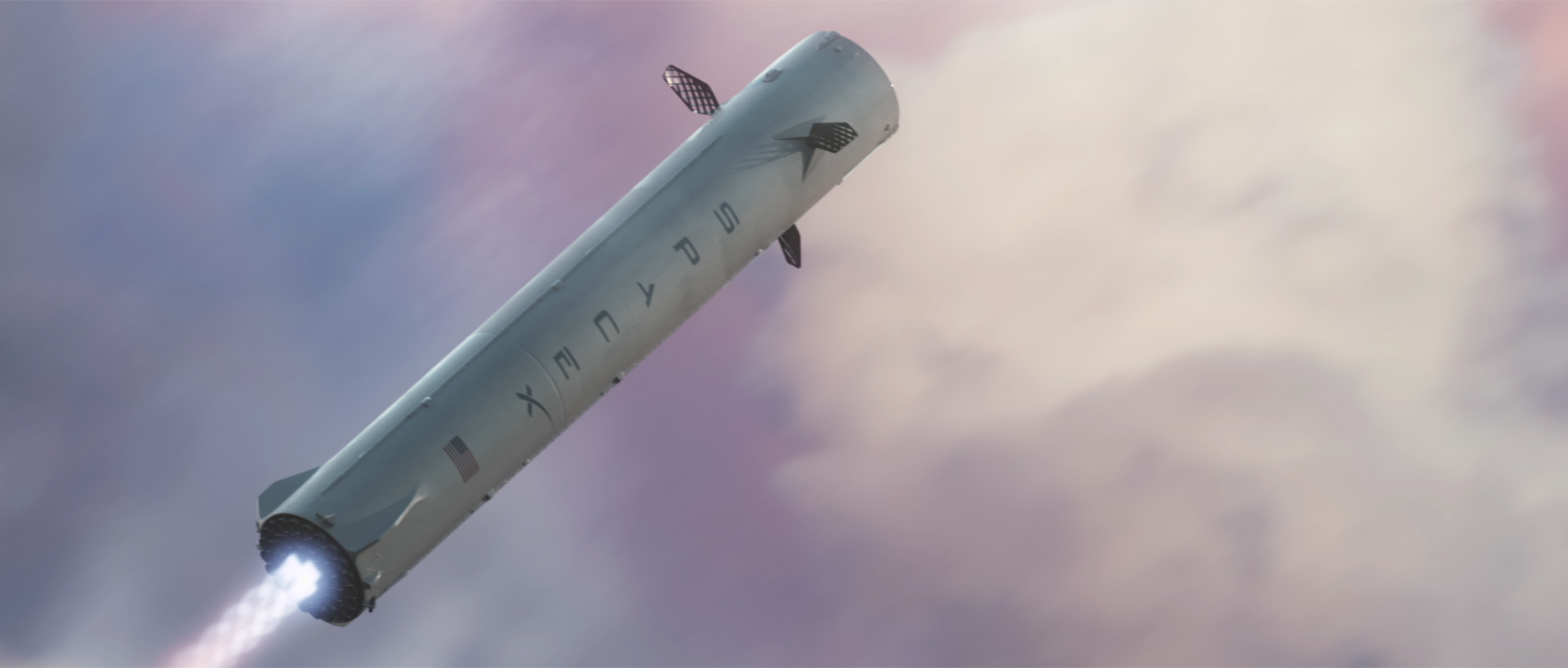
Комп'ютерне зображення багаторазового ступеня ITS

Перший ступінь — Міжпланетна ракета-носій — матиме 12 м у діаметрі, висоту — 72,5 м, багаторазова ракета матиме 31 ракетні двигуни Raptor, які створюють тягу у 3,024 кН на кожен двигун. Загалом ракета-носій створюватиме тягу приблизно у 130 МН, у кілька разів більшу, ніж тяга ракети-носія Сатурн V. Рідкий метан і рідкий кисень також будуть використовуватись для живлення маневрових двигунів. Конструкція передбачає використання приблизно 7 відсотків від загальної кількості палива для живлення двигунів, щоб забезпечити повернення першого ступеня на стартовий майданчик.

### Космічні апарати— короткочасні верхні ступені
Ракета-носій міжпланетної транспортної системи не має окремої функції, так само як звичайний другий ступінь у більшості ракет-носіїв. Замість цього, функція верхнього ступеня — підвищення швидкості для виведення корисного навантаження на орбіту Землі, проте він має всі системи для довготривалих польотів. Зазвичай час існування на орбіті верхніх ступенів вимірюється годинами. Існують виключення щодо цього. Наприклад, космічний човник використовував енергію прискорювачів і енергію другого ступеня для виведення апарат на ННО. Відмінності також існують: у човника прискорювач з пальним згоряв у атмосфері, в той час коли другий ступінь міжпланетної транспортної системи — проєктується як багаторазовий.
Станом на вересень 2016 року, SpaceX визначила два космічні апарати, які використовуватимуться верхніми ступенями під час кожного запуску: Міжпланетний космічний корабель і заправник міжпланетної транспортної системи.

#### Міжпланетний космічний корабель
Другий ступінь ракети-носія, який буде також транспортним засобом для обох варіантів — для вантажного і для пілотованого — матиме довжину — 49,5 м і діаметром 17 м у найширшій точці і буде здатний нести до 450 тонн вантажу за одну подорож до Марса з дозаправленням на орбіті Землі.
Корабель буде оснащений 6-ма оптимізованими для умов вакууму двигунами Raptor, кожен здатен виробляти тягу у 3 МН, і також матиме три маневрові двигуни.
Перші польоти, як очікується будуть нести більшість необхідного вантажу і кілька людей.

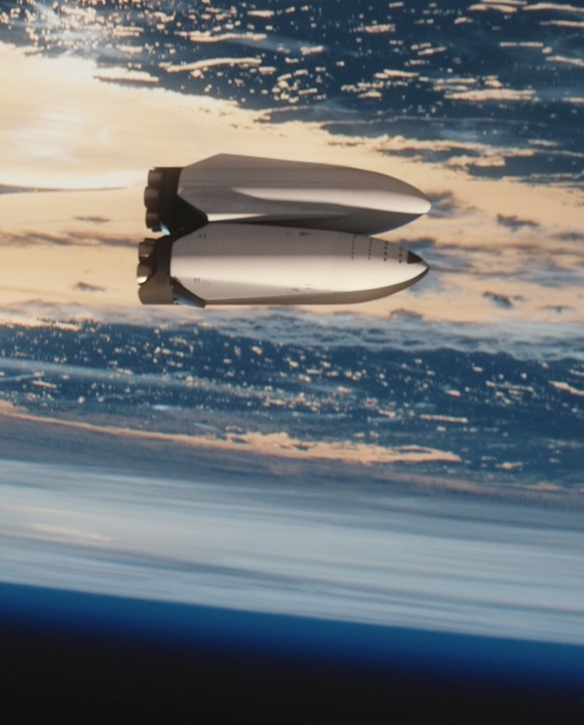
Комп'ютерна графіка вигляду заправника міжпланетної транспортної системи (зверху) і міжпланетного космічного корабля (знизу) на орбіті Землі під час заправки.

#### Заправник міжпланетної транспортної системи
Другий апарат як другий ступінь міжпланетної транспортної системи — це Заправник міжпланетної транспортної системи. Цей транспортний засіб проєктується виключно для запуску і короткотривалої роботи з дозаправки паливом на орбіті Землі. На орбіті заправник буде здатен передати за раз 380 тонн рідкого метану і рідкого кисню. Для повної заправки Міжпланетного космічного корабля для довготривалого польоту необхідно п'ять заправників, які піднімуть на орбіту і заповнять баки космічного корабля загальним об'ємом 1900 тонн.
Заправник матиме такі самі характеристики як і Міжпланетний космічний корабель — довжина — 49,5 м і 17 м у діаметрі. Корабель буде оснащений 6 оптимізованими для умов вакууму двигунами Raptor, кожен здатен виробляти тягу у 3 МН, і також матиме три маневрові двигуни.
Після заправки на орбіті багаторазовий заправник повернеться на Землю для наступного використання.

### Повторне використання
Обидва ступеня проєктуються багаторазовими і здійснюватимуть вертикальне приземлення, використовуючи технології, розроблені SpaceX, протестовані у 2013—2016 рр., і які застосовуються наразі на першому ступені ракети-носія Falcon 9 FT.

### Стартові майданчики
Станом на вересень 2016 року планується, що запуски ракет-носіїв здійснюватимуться зі стартових майданчиків LC-39A, на майданчиках, орендованих SpaceX у Космічного центра імені Кеннеді, звідки відбувся запуск «Аполлона-11» 1969 року до Місяця.

## Фінансування
Розробка і виготовлення нової двоступеневої ракети-носія станом на 2016 фінансується компанією SpaceX. Проєкт можливий лише за умов зменшення витрат на запуски.
Повне виконання плану з колонізації Марса потребує коштів, які будуть залучені з приватних і суспільних фондів, зазначив Маск у вересні 2016 року. Швидкість комерційного доступу до транспортування до Марса, як вантажів так і людей, буде залежати, значною мірою, від ринкового попиту, а також розвитку технологій і засобів розробки.
Ілон Маск зазначив, що на даний час не отримав від НАСА контрактів на системи міжпланетної транспортної системи. Він також відмітив, що якщо такі контракти будуть — це буде добре для розвитку проєкту.